# Siegesallee

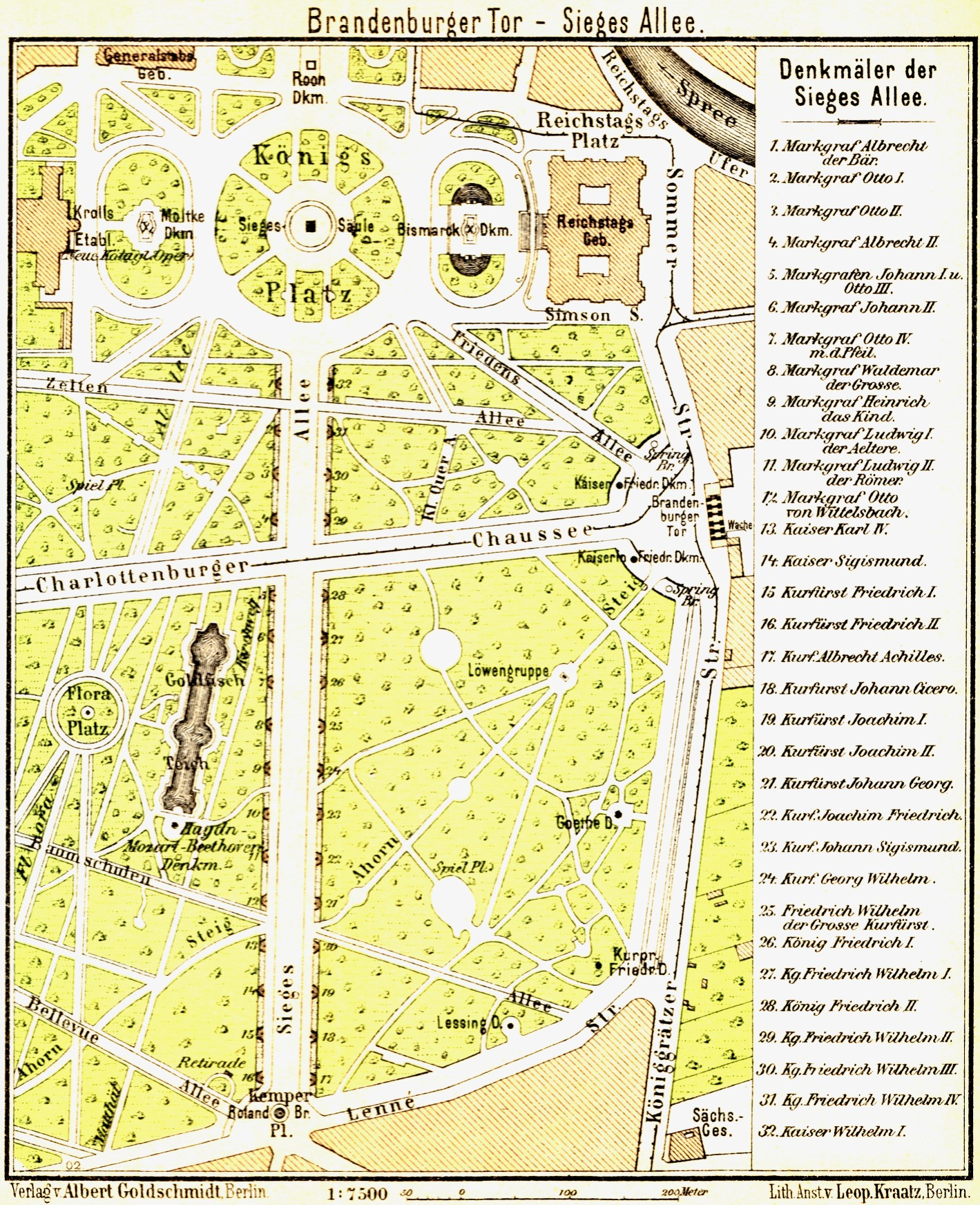
Mappa del Siegesallee del 1902

La Siegesallee (letteralmente "viale della Vittoria") era una strada di Berlino, in Germania. Nel 1895 il Kaiser Guglielmo II ordinò e finanziò la costruzione e l'ampliamento di un boulevard già esistente, decorandola con decine di statue in marmo. I lavori finirono nel 1901.
Lunga circa 750 metri, correva verso nord attraverso il parco Tiergarten da Kemperplatz (un incrocio di strade sul bordo meridionale del parco vicino a Potsdamer Platz), fino all'antico sito della Colonna della Vittoria a Königsplatz, dirimpetto al Reichstag. Lungo la sua lunghezza, la Siegesallee intersecava la Charlottenburger Chausee (oggi Straße des 17. Juni, il viale principale che attraversa il parco da est-ovest e conduce alla Porta di Brandeburgo).
I monumenti in marmo e lo stile neobarocco furono ridicolizzati dai contemporanei: il folklore berlinese soprannominò il Kaiser Denkmalwilly (Guglielmo il Monumento) per il suo eccessivo senso storico. Vi furono proposte di distruggere le statue dopo la caduta della monarchia nel 1919, ma ciò non avvenne.
La Siegessäule (Colonna della Vittoria) e le statue furono trasferite dal governo nazista alla Großer Stern nel 1939 per abbellire le grandi parate militari.
Alcune delle statue andarono perse con la seconda guerra mondiale. Le forze alleate (l'area appartenne al settore britannico) distrussero il boulevard e l'area fu ridisegnata. Sul luogo venne eretto il memoriale sovietico subito dopo la guerra, costruito deliberatamente sopra il non più esistente viale della Vittoria, assumendo i connotati di un atto simbolico di spregio verso suoi nemici.
Attualmente le statue rimanenti sono esposte nel distretto di Spandau nell'omonima fortezza. Faranno parte della mostra Enthüllt - Berlin und seine Denkmäler.

## Storia

### Le reazioni contemporanee

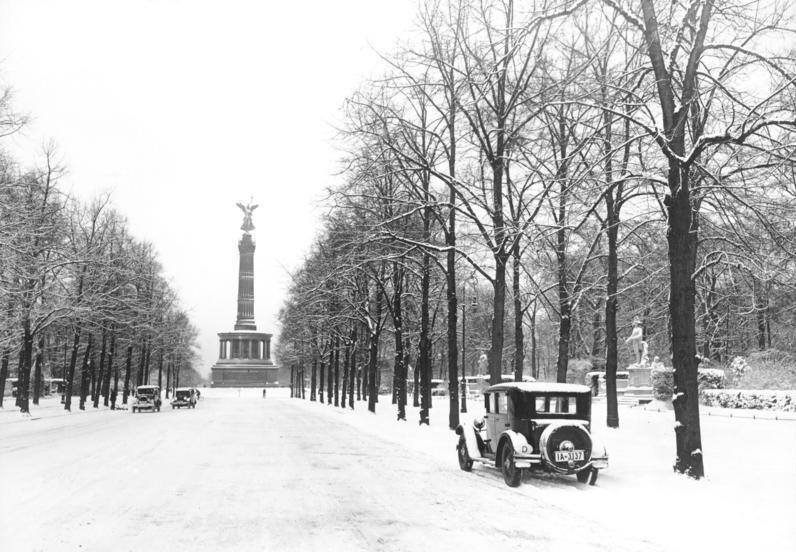
La Siegesallee alla fine del 1933, guardando a nord nella posizione originale della Colonna della Vittoria

In occasione del trentaseiesimo compleanno di Guglielmo II, 27 gennaio 1895, la Siegesallee assunse un significato completamente nuovo con la commissione da parte del Kaiser di 100 statue di marmo bianco destinate come dono da parte sua alla città. Le statue furono create a partire dal 1896 al 1901 da 27 scultori sotto la direzione dello sculture Reinhold Begas. Inaugurata il 18 dicembre 1901, la strada era costellata di 32 statue "principali", ciascuna alta circa 2,75 metri (dai 4 ai 5 metri se si comprendono i loro piedistalli), di personaggi reali prussiani di varia importanza storica, in due file di 16, distribuite uniformemente lungo entrambi i lati del viale, mentre dietro ciascuna statua c'erano due busti di collaboratori o consiglieri montati su una bassa parete semicircolare, per un totale di 96 sculture.
Il progetto fu ampiamente derisa dai critici dell'arte e considerata da molti berlinesi come una volgare dimostrazione di forza. Fu soprannominato "Puppenallee" (Strada delle Bambole), Strada dei Pupazzi, Strada dei Gessi etc. Perfino la moglie dell'Imperatore, Augusta Vittoria, non era amante del progetto e aveva cercato di convincere il marito a non proseguire l'opera, fallendo. Era presente solo una statua femminile, Elisabetta di Baviera (″Schöne Else″ o la Bella Elisabetta), che pregava in ginocchio davanti a suo marito. La mancanza di donne era già stata notata dai contemporanei.

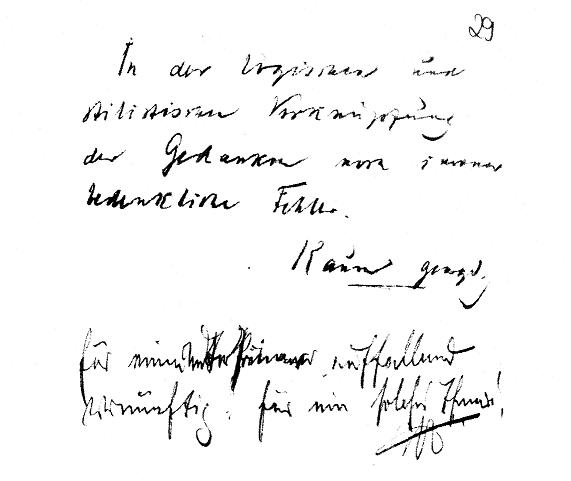
Kaum genügend (semplicemente soddisfacente, Schroeder) und auffallend vernünftig für solch ein Thema (sorprendentemente razionale per un tale argomento Guglielmo II.)

Alcune delle proteste si basarono sul fatto che gli artigiani italiani a Berlino eseguivano la scultura vera e propria, mentre gli artisti della Berliner Bildhauerschule fornivano solo i modelli in gesso o argilla per gli artigiani italiani. Il discorso di apertura di Guglielmo, il famigerato Rinnsteinrede, descriveva il modernismo e l'impressionismo come una discesa dell'arte verso il fallimento (Rinnstein).
Karl Scheffler scrisse una feroce critica nel 1907, paragonando le Siegesallee a un concerto di ottoni amatoriale, stonato ed eccessivamente patriottico. La Siegesallee era in ogni caso un luogo popolare per passeggiare o rilassarsi.
Le statue erano usate per insegnare agli alunni delle scuole la storia del Brandeburgo. Una serie di saggi di una scuola prestigiosa, la Joachimsthalsches Gymnasium, riuscirono a catturare l'attenzione del Kaiser. A nome del professor Otto Schroeder, gli alunni dovevano interpretare il chiasmo - la posizione delle gambe delle statue di marmo - e da ciò dedurre la loro personalità. Il Kaiser diede ai lavori dei voti migliori dell'insegnante e diede alcune note ironiche. L'intera vicenda fu resa pubblica nel 1960 da uno scrittore della RDT, Rudolf Herrnstadt, sotto pseudonimo.

## Dopo la monarchia
Nel 1918 e nel 1919 Hans Paasche e altri chiesero di far distruggere le statue. Il consiglio dei soldati e dei lavoratori di Berlino decise di tenerle. Kurt Tucholsky scrisse una poesia chiedendo di considerare le statue come monumenti di una grande era.
Le statue rimasero in piedi fino al 1938, quando ostacolarono il grande piano di Adolf Hitler per trasformare Berlino nella Welthauptstadt Germania su progetto di Albert Speer. Il viale era destinato a sparire sotto il nuovo asse nord-sud, il centro del piano architettonico hitleriano, e così su ordine di Speer l'intero viale fu smantellato e ricostruito in un'altra parte del Tiergarten, lungo un viale che correva da sud-est a nord-ovest chiamato ″Großer Sternallee″ che portava alla stessa Großer Stern (letteralmente ″Grande stella″), il principale incrocio di strade nel centro del Tiergarten, una delle altre strade era il Chausee Charlottenburger. Nella sua nuova posizione gli fu dato un nuovo nome, "Neue Siegesallee" (Nuova Strada della Vittoria). Anche la Colonna della Vittoria venne spostata al centro della Großer Stern (e aumentata in altezza nel frattempo), dove tutt'oggi è presente. 

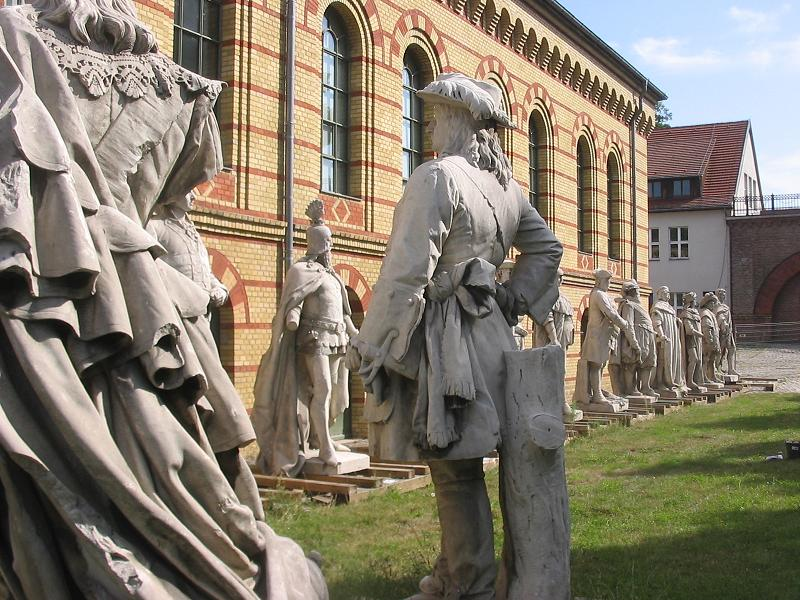
Statue nella cittadella di Spandau, agosto 2009

Molte statue furono danneggiate durante la seconda guerra mondiale, mentre altre andarono completamente distrutte. In generale comunque il viale si preservò rispetto alla devastazione intorno: infatti la maggior parte dei 200.000 alberi del Tiergarten vennero distrutti da bombe e proiettili di artiglieria e infine ridotti a combustibile dai berlinesi disperati. Nel film del 1948 Il berlinese, Otto Normalverbraucher (″Otto consumatore medio ″), interpretato da Gert Fröbe, era ex-soldato tedesco che stava tornando alla vita civile e in una scena saluta in modo ironico le statue.
Tuttavia, le statue furono viste dalle potenze alleate come un simbolo della dell'imperialismo tedesco e nel 1947 le forze di occupazione britanniche smantellarono i resti della Siegesallee, buttandole al Teufelsberg (la Montagna del Diavolo), la più grande delle otto enormi montagne di macerie intorno al perimetro di Berlino. 

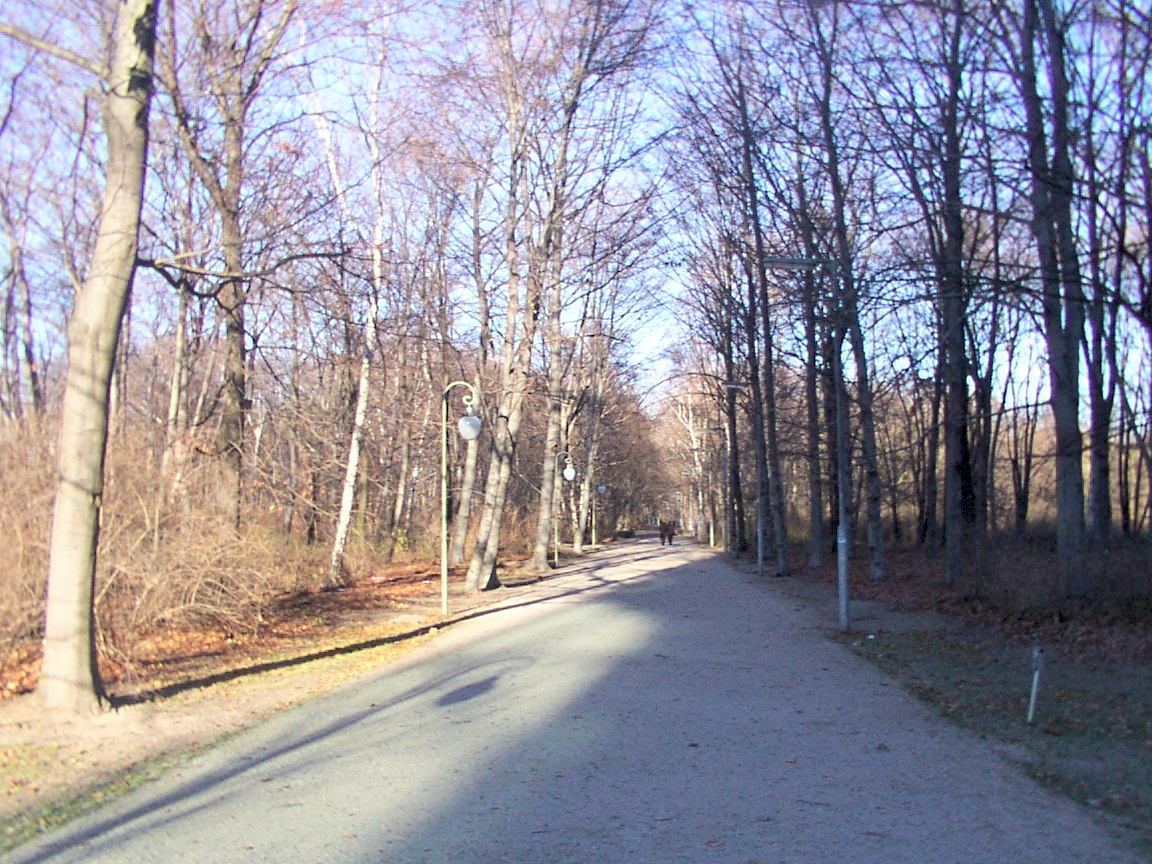
La strada originale della Siegesallee nel dicembre 2003

Il curatore statale Hinnerk Schaper si interessò alle statue e le seppellì per la maggior parte nei terreni del vicino Schloss Bellevue, oggi residenza ufficiale del Presidente federale tedesco, nella speranza che un giorno, quando la Germania avrebbe potuto accettare i monumenti legati al suo passato, avrebbero potuto riaffiorare. Nel 1979 le statue furono riscoperte e dissotterrate e molte di esse furono trasferite nella prima stazione di pompaggio delle acque reflue di Berlino, che era stata trasformata nel 1972 e in un museo chiamato Lapidarium, presso Hallesches Ufer, lungo la riva nord del Landwehrkanal, vicino al sito dell'ex Stazione di Berlino Anhalt. Nell'ottobre 2006, tuttavia, il museo chiuse. L'edificio fu messo in vendita per divenire un locale di ristorazione, e le restanti 26 statue della Siegesallee e 40 busti laterali (e numerose altre opere) furono trasferiti nel maggio 2009 nella cittadella di Spandau.

## Scultori che lavorarono alle statue
- Max Baumbach
- Karl Begas
- Reinhold Begas
- Eugen Boermel
- Johannes Boese
- Peter Breuer
- Adolf Brütt
- Alexander Calandrelli
- Ludwig Cauer
- Gustav Eberlein
- Reinhold Felderhoff
- Johannes Götz
- Ernst Herter
- August Kraus
- Otto Lessing
- Harro Magnussen
- Albert Manthe
- Ludwig Manzel
- Norbert Pfretzschner
- Fritz Schaper
- Emil von Schlitz
- Walter Schott
- Rudolf Siemering
- Cuno von Uechtritz-Steinkirch
- Max Unger
- Joseph Uphues
- Martin Wolff